# Asociación Uruguaya de Correctores de Estilo
La Asociación Uruguaya de Correctores de Estilo (auce, por sus siglas) es una asociación civil uruguaya con fines gremiales, de afiliación voluntaria y sin ánimo de lucro, con personería jurídica e integrada por egresados y estudiantes avanzados de la Tecnicatura Universitaria en Corrección de Estilo (Facultad de Humanidades y Ciencias de la Educación de la Universidad de la República), y por correctores y editores del ámbito público y privado. auce se creó para promover y difundir la tarea del corrector de estilo como técnico calificado en la adecuación de la lengua escrita.

## Misión (objetivo)
La Asociación tiene como principal cometido «integrar a los correctores [...] a los efectos de promover y dignificar el trabajo profesional, realizar la actualización continua de los conocimientos y las técnicas de trabajo, y multiplicar los espacios de acción de estos profesionales» (artículo 2.º de sus estatutos sociales). Para ello se ha propuesto:
- difundir la tarea del profesional de la corrección como técnico calificado en la adecuación de la lengua escrita;
- promover la institucionalización del trabajo de corrector y su inclusión en todas las actividades y medios que involucren el uso de la lengua escrita, resaltando las ventajas de contar con estos profesionales;
- organizar, apoyar y promover instancias de formación (cursos, congresos, seminarios, intercambio con especialistas de otros países)[3] y toda otra actividad vinculada a la actualización de la formación profesional o a la promoción de la cultura en general;
- promover la elaboración de materiales de apoyo y divulgación sobre corrección de textos y trabajo editorial;
- defender los derechos de los asociados ante los organismos públicos y privados;
- proponer ante los organismos que correspondan los reglamentos que se consideren necesarios para regular la actividad profesional y el funcionamiento de la Asociación.

## Sus afiliados
Los afiliados a la auce están comprendidos en cuatro categorías (artículo 4.º de los estatutos):
- fundadores (quienes concurrieron al acto fundacional de la institución y quienes ingresaron a la Asociación en los treinta días siguientes a la celebración del acto);
- activos (afiliados con más de un año de antigüedad en el registro social y que hayan cumplido con las obligaciones estatuidas);
- honorarios (personas que, en razón de sus méritos o de los relevantes servicios prestados a la institución, son designados tales por asamblea), y
- suscriptores (menores de edad[4] y quienes no hayan cumplido aún el año de afiliados o hayan faltado a sus obligaciones sociales).

## Actividades
AUCE organiza talleres y eventos de capacitación para sus afiliados como, por ejemplo, un curso de Word a cargo del filólogo español Antonio Martín.